# Малюк Боббі
«Малюк Боббі» — кінофільм режисера Джона Гендерсона, який вийшов на екрани в 2005 році.

## Зміст
Шотландія, 1858 рік. Скайтерьер по кличці Боббі сумно бреде за похоронною процесією, що проводжає його господаря Джона Грея в останню путь, на церковний цвинтар Грейфріар. Після похорону Боббі відмовлявся відійти від могили. До самої смерті пес не покидав кладовища, де спеціально для нього було побудовано укриття. Незабаром вся країна дізналася про відданість і стійкості малюка Бобі і люди спеціально стали приїжджати на Грейфріар, щоб побачити його.

## Ролі
| Актор           | Роль |
| --------------- | ---- |
| Джеймс Космо    | -    |
| Сюзанн Денс     | -    |
| Рон Донакі      | -    |
| Чарльз Доннеллі | -    |
| Лоуренс Дуглас  | -    |
| Том Фріман      | -    |
| Френк Джілхулі  | -    |
| Олівер Голдінг  | -    |
| Крістофер Лі    | -    |
| Березень Лішман | -    |
| Рональд Пікап   | -    |

## Знімальна група
- Режисер — Джон Гендерсон
- Сценарист — Джон Гендерсон, Річард Метьюз, Невілл Уотчерст
- Продюсер — Крістофер Фігг, Чарльз Ермітаж, Марк Бентлі
- Композитор — Марк Томас